# Ministeri de l'Egeu de Grècia
El Ministeri de l'Egeu (en grec: Υπουργείο Αιγαίου) va ser un ministeri del govern de Grècia, fundat l'any 1985 (Llei N º 1558/1985), amb Mitilene com la seva seu, i amb la missió de supervisar el desenvolupament de les llargament descuroses illes de l'Egeu.
El 2007 es va fusionar amb el Ministeri de la Marina Mercant per formar el ministeri de Marina Mercant, l'Egeu i Política Insular. El nou ministeri va mantenir un viceministre amb seu a Mitilene. El ministeri es va dividir el 2009, amb el sector de la Marina Mercant en ésser absorbit pel Ministeri d'Economia, Competitivitat i Navegació i l'antic Ministeri per al departament de l'Egeu fusionat al  Ministeri d'Infraestructura, Transport i Comunicacions com la Secretaria General per a l'Egeu i Política de l'illa. Al setembre de 2010, la Secretaria General va ser absorbida pel  Ministeri d'Afers Marítims, Illes i Pesca.

## Llista dels Ministres de l'Egeu (1985-2007)
| #  | Nom                     | Entrada                | Sortida                 | Partit                           |
| -- | ----------------------- | ---------------------- | ----------------------- | -------------------------------- |
| 1  | Kosmas Spyriou          | 26 de juliol de 1985   | 5 de febrer de 1987     | Moviment Socialista Panhel·lènic |
| 2  | Petros Valvis           | 5 de febrer de 1987    | 16 de novembre de 1988  | Moviment Socialista Panhel·lènic |
| 3  | Evangelos Giannopoulos  | 16 de novembre de 1988 | 1 de juliol deJuly 1989 | Moviment Socialista Panhel·lènic |
| 4  | Emmanuel Kefalogiannis  | 2 de juliol de 1989    | 7 d'octubre de 1989     | Nova democràcia                  |
| 5  | Antonis Foussas         | 12 October 1989        | 11 April 1990           | Nova Democràcia                  |
| 6  | Giorgios Misailides     | 11 d'abril de 1990     | 8 d'agost de 1992       | Nova democràcia                  |
| 7  | Konstantinos Mitsotakis | 8 d'agost de 1991      | 13 d'octubre de 1993    | Nova democràcia                  |
| 8  | Kostas Skandalidis      | 13 d'octubre de 1993   | 7 de juliol de 1994     | Moviment Socialista Panhel·lènic |
| 9  | Andonios Kotsakas       | 7 de juliol de 1994    | 24 de setembre de 1996  | Moviment Socialista Panhel·lènic |
| 10 | Elisavet Papazoi        | 24 de setembre de 1996 | 19 de febrer de 1999    | Moviment Socialista Panhel·lènic |
| 11 | Stavros Benos           | 19 de febrer de 1999   | 13 d'abril de 2000      | Moviment Socialista Panhel·lènic |
| 12 | Nikolaos Sifounakis     | 13 d'abril de 2000     | 10 de març de 2004      | Moviment Socialista Panhel·lènic |
| 13 | Aristotelis Pavlidis    | 10 de març de 2004     | 19 de setembre de 2007  | Nova democràcia                  |

## Llista dels Ministres de la Marina Mercant, l'Egeu i Política Insular (2007-2009)
|  | Nom                     | Entrada                | Sortida                | Partit          | Notes |
|  | ----------------------- | ---------------------- | ---------------------- | --------------- | ----- |
|  | Georgios Voulgarakis    | 19 de setembre de 2007 | 12 de setembre de 2008 | Nova democràcia |       |
|  | Anastasios Papaligouras | 12 de setembre de 2008 | 7 d'octubre de 2009    | Nova democràcia |       |